# Al Sada-moskee
De Al Sada Moskee is een moskee in de stad Djibouti, in Djibouti.
De Al Sada Moskee biedt plaats aan maximaal 1.500 gelovigen.